# جمعية دارة المناخ النبطي
جمعية دارة المناخ النبطي حجمعية تم تأسيسها في الأردن بتاريخ 20 إبريل 2010 بهدف إعادة التعريف بالموروث الحضاري للعرب الأنباط. وقد تم إطلاق الجمعية في البتراء في معان في الأردن. ومؤسس الجمعية هو مأمون النوافلة. ويأتي تأسيس الجمعية كأحد اهداف إستراتيجية تطوير قطاع السياحة في المدينة الوردية البتراء وجعلها مقصدا سياحيا رئيسيا في المملكة الأردنية الهاشمية.